# Tajemnica dziennikarska
Ten artykuł należy dopracować:

przedstawiono sytuację tylko z polskiej perspektywy – artykuł powinien być przekrojowy.
Pomóż go poprawić. Na stronie dyskusji mogą znajdywać się pomocne komentarze.
Tajemnica dziennikarska – termin prawniczy wprowadzony ustawą z dnia 26 stycznia 1984 r. Prawo prasowe.

Art. 15. 2. Dziennikarz ma obowiązek zachowania w tajemnicy:
1. danych umożliwiających identyfikację autora materiału prasowego, listu do redakcji lub innego materiału o tym charakterze, jak również innych osób udzielających informacji opublikowanych albo przekazanych do opublikowania, jeżeli osoby te zastrzegły nieujawnianie powyższych danych,
2. wszelkich informacji, których ujawnienie mogłoby naruszać chronione prawem interesy osób trzecich.

Tajemnica dziennikarska została też potwierdzona w Kodeksie postępowania karnego, który w art. 180 § 2 włącza dziennikarza do katalogu osób, które mogą być przesłuchiwane co do faktów objętych tajemnicą tylko wtedy, gdy jest to niezbędne dla dobra wymiaru sprawiedliwości, a okoliczność nie może być ustalona na podstawie innego dowodu. Z tajemnicy dziennikarskiej może zwolnić sąd lub prokurator.
Szczególną okoliczność stanowi sytuacja, gdy informacja, którą dziennikarz uzyskał dotyczy przestępstwa określonego w art. 240 Kodeksu karnego (przepis Prawa prasowego został znowelizowany w 2018, przed 31 sierpnia 2018 r. odnosił się do wcześniejszego kodeksu). W tej sytuacji tajemnica nie obowiązuje. Przywołany przepis Kodeksu karnego mówi o odpowiedzialności za niedoniesienie o przygotowaniach do najcięższych przestępstw, ich usiłowaniu i dokonaniu (ludobójstwa, zamachu stanu, pozbawienia Rzeczypospolitej niepodległości, oderwania od Rzeczypospolitej części obszaru, zmiany przemocą konstytucyjnego ustroju, zamachu na konstytucyjne organy państwa, szpiegostwa, zamachu na życie głowy państwa, zamachu na jednostkę sił zbrojnych RP, zabójstwa, ciężkiego uszkodzenia ciała, sprowadzenia niebezpieczeństwa zagrażającego życiu zdrowiu lub mieniu w wielkich rozmiarach, zgwałcenia kwalifikowanego, czynu pedofilskiego oraz aktów terrorystycznych – uprowadzenia osoby, porwania statków powietrznych lub wodnych i wzięcia zakładników). 
Wynika z tego, że w tych szczególnych przypadkach dziennikarz ma nie tylko prawo, ale i obowiązek powiadomić organy ścigania, a za brak takiego zawiadomienia odpowiada karnie.
Zgodnie z treścią art. 225 Kodeksu postępowania karnego organ prowadzący postępowanie dowodowe może dokonać konfiskaty treści objętych tajemnicą dziennikarską, jednakże nie jest uprawniony do zapoznania się z nimi. Tego typu treści w zabezpieczonej postaci dostarczane są sądowi i to on decyduje wówczas o uchyleniu tajemnicy dziennikarskiej lub zwróceniu materiałów do pierwotnego dysponenta.
Naruszenie przez dziennikarza tajemnicy zawodowej stanowi występek zagrożony grzywną albo karą ograniczenia wolności.